# The Greatest Story Never Told
Albums de Saigon
The Greatest Story Never Told Chapter 2: Bread and Circuses
(2012)
Singles
1. Come on Baby
Sortie : 14 juillet 2007
2. Gotta Believe It
Sortie : 8 septembre 2009
3. Bring Me Down
Sortie : 9 novembre 2010
4. The Greatest Story Never Told
Sortie : 11 janvier 2011

The Greatest Story Never Told est le premier album studio de Saigon, sorti le 15 février 2011.

## Historique

### Une longue attente
Le 1er juin 2007, Saigon publie sur son Myspace un message que son label de l'époque, Atlantic Records, n'a pas l'air d'avoir envie de sortir son album. Le rappeur reproche au label l'intérêt financier qui passe avant celui de la musique. Saigon menace alors de sortir son album en indépendant. Il se rétractera par la suite, pour ne pas offenser son ami producteur Just Blaze.
Le 14 juin 2007, Just Blaze répond aux commentaires de Saigon, disant qu'il ne comprend pas l'attitude du rappeur et précisant que la seule chose qui bloque la sortie de l'album est un problème de droits du sample de Come On Baby (Remix). Just Blaze ajoute que Craig Kallman, président d'Atlantic, s'est personnellement occupé de cette affaire. Saigon publie rapidement des excuses à l'égard de Just Blaze.

### Retraite?
Le 19 novembre 2007, Saigon publie un nouveau message sur Myspace, « I QUIT », dans lequel il annonce vouloir quitter l'industrie musicale. Cependant, le 26 novembre 2007, Just Blaze déclare qu'il donne les dernières touches à l'album, montrant alors qu'une sortie est à nouveau envisagée. Le 19 décembre 2007, Saigon reconsidère sa retraite et annonce la sortie prochaine de son album : « My album WILL be released VERY soon ».
Dans une interview pour hiphopgame.com, Just Blaze explique les retards concernant la sortie de l'album par le fait qu'il voulait créer une relation solide avec le rappeur avant de commencer la production du disque. Une date de sortie est alors prévue pour septembre 2008, mais rien ne vient...

### La sortie
Plusieurs fois annoncé puis repoussé, l'album sort finalement en février 2011 sur le label indépendant Suburban Noize Records.

### Réception
The Greatest Story Never Told débute à la 61e place du Billboard 200, avec 11 000 copies vendues la première semaine aux États-Unis, puis 4 800 la deuxième. Au 6 mars 2011, il totalise 19 000 exemplaires vendus aux États-Unis.

### Critiques
L'album reçoit de bonnes critiques, totalisant une moyenne de 89/100 sur Metacritic. La presse américaine est également assez positive à l'égard de l'album, notamment des paroles et de la production assez soulful.

## Liste des titres
| No  | Titre | Auteur                                          | Contient un (des) sample(s) de                                                                                   | Durée |
| --- | --- | ----------------------------------------------- | --- | ----- |
| 1.  | Station Identification (Intro) (featuring Fatman Scoop – Produit par Just Blaze)                         | Brian Carenard, Isaac Freeman III, Justin Smith | Come Again de Saigon Stocking Cap de Saigon Favorite Things de Saigon                                            | 2:43  |
| 2.  | The Invitation (featuring Q-Tip et Fatman Scoop – Produit par Just Blaze)                                | Carenard, Smith, Kamaal Fareed                  | Jazz (We've Got) de A Tribe Called Quest                                                                         | 4:36  |
| 3.  | Come on Baby (Remix) (featuring Jay-Z et Swizz Beatz – Produit par Just Blaze)                           | Carenard, Shawn Carter, Kaseem Dean, Smith      | | 3:43  |
| 4.  | War (Skit) (Produit par Just Blaze et Lamar Edwards)                                                     |                                                 | | 1:59  |
| 5.  | Bring Me Down (Part 2) (Produit par Just Blaze et DJ Corbett)                                            | Carenard, Smith                                 | Sunshine de John Murphy                                                                                          | 4:46  |
| 6.  | Enemies (Produit par D. Allen et Just Blaze)                                                             | Carenard, Smith                                 | | 3:41  |
| 7.  | Friends (Produit par Just Blaze)                                                                         | Carenard, Smith                                 | Comment de Charles Wright & the Watts 103rd Street Rhythm Band                                                   | 1:50  |
| 8.  | The Greatest Story Never Told (Produit par Just Blaze)                                                   | Carenard, Smith                                 | B.M.F. Beautiful de Leon Haywood                                                                                 | 4:00  |
| 9.  | Clap (featuring Faith Evans – Produit par Just Blaze)                                                    | Carenard, Faith Evans, Smith                    | Let Me Make Love to You de Lamont Dozier                                                                         | 6:30  |
| 10. | Preacher (featuring Lee Fields & The ExpressionsJust Blaze)                                              | Carenard, Smith                                 | Woe Is Me des Dynamics                                                                                           | 4:22  |
| 11. | It’s Alright (featuring Marsha Ambrosius – Produit par Kanye West)                                       | Marsha Ambrosius, Carenard, Kanye West          | Superstar/Until You Come Back to Me (That's What I'm Gonna Do) de Luther Vandross Is This the End de New Edition | 5:59  |
| 12. | Believe It (Produit par Just Blaze)                                                                      | Carenard, Smith                                 | | 6:01  |
| 13. | Give It to Me (featuring Raheem DeVaughn – Produit par SC et Just Blaze)                                 | Carenard, Raheem DeVaughn, Smith                | | 5:17  |
| 14. | What the Lovers Do (featuring Devin the Dude – Produit par Red Spyda et Just Blaze)                      | Carenard, Devin Copeland, Smith, Andy Thelusma  | | 4:15  |
| 15. | Better Way (featuring Layzie Bone – Produit par Just Blaze)                                              | Carenard, Steven Howse, Smith                   | | 4:30  |
| 16. | Oh Yeah (Our Babies) (Produit par Buckwild et Just Blaze)                                                | Anthony Best, Carenard, Smith                   | | 4:14  |
| 17. | And the Winner Is... (featuring Bun B – Produit par Just Blaze, James Poyser, Spanky et Adam Blackstone) | Bernard Freeman, Carenard, Smith                | | 6:18  |
| 18. | Too Long (featuring Black Thought – Produit par DJ Corbett)                                              | Carenard, Tariq Trotter                         | N.Y. State of Mind de Nas                                                                                        | 4:11  |

| 19. | It's Cold              | 3:54 |
| 20. | Down The Road          | 3:23 |
| 21. | I Want It All          | 3:40 |
| 22. | On My Way              | 4:19 |
| 23. | Bring Me Down (Part 1) | 3:15 |

## Classement
| Classement 2011    | Meilleure position |
| ------------------ | ------------------ |
| Billboard 200      | 61                 |
| R&B/Hip-Hop Albums | 15                 |
| Rap Albums         | 7                  |
| Independent Albums | 9                  |